# 奥新冠ダム

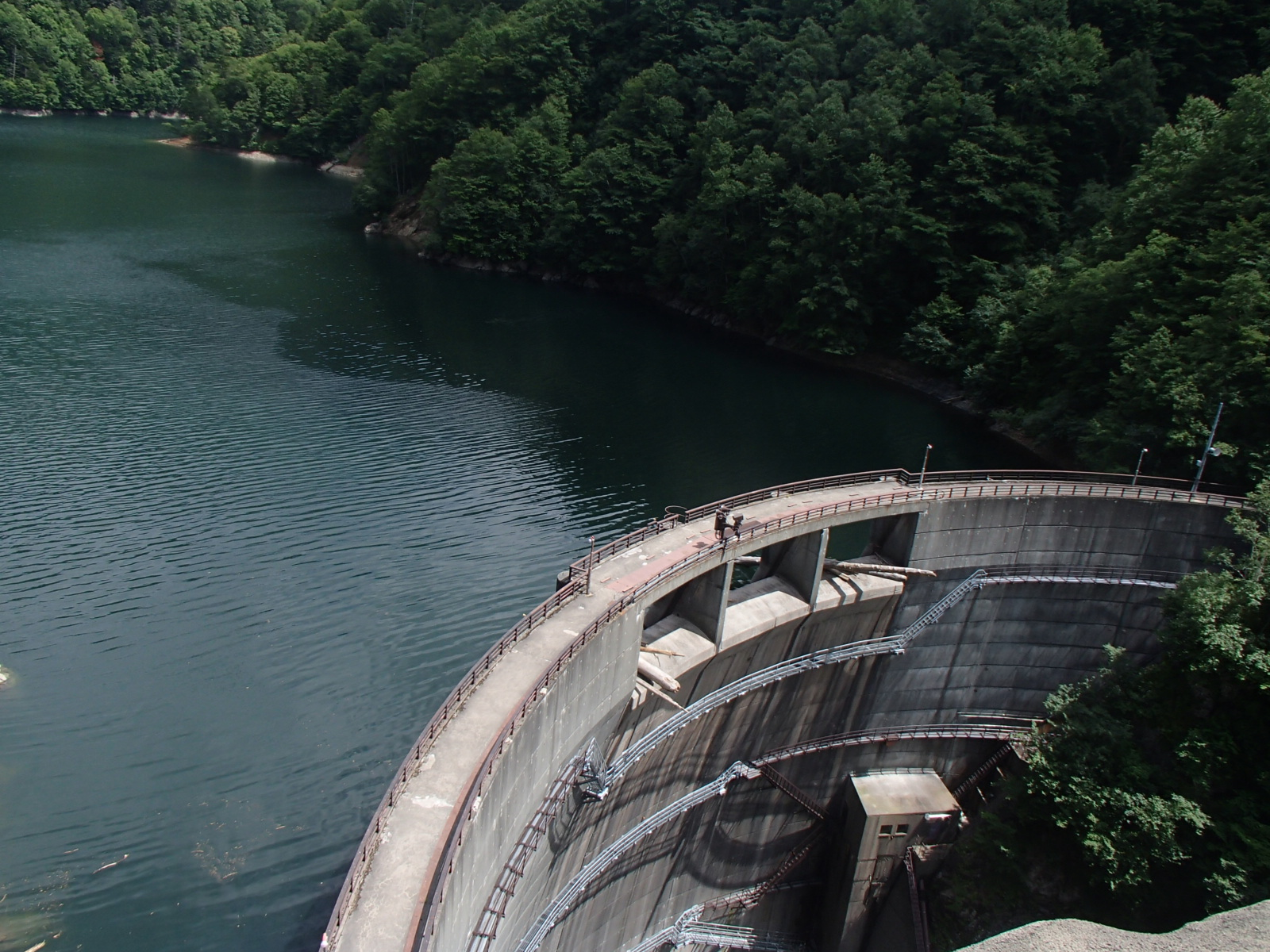
アーチ式の堤体

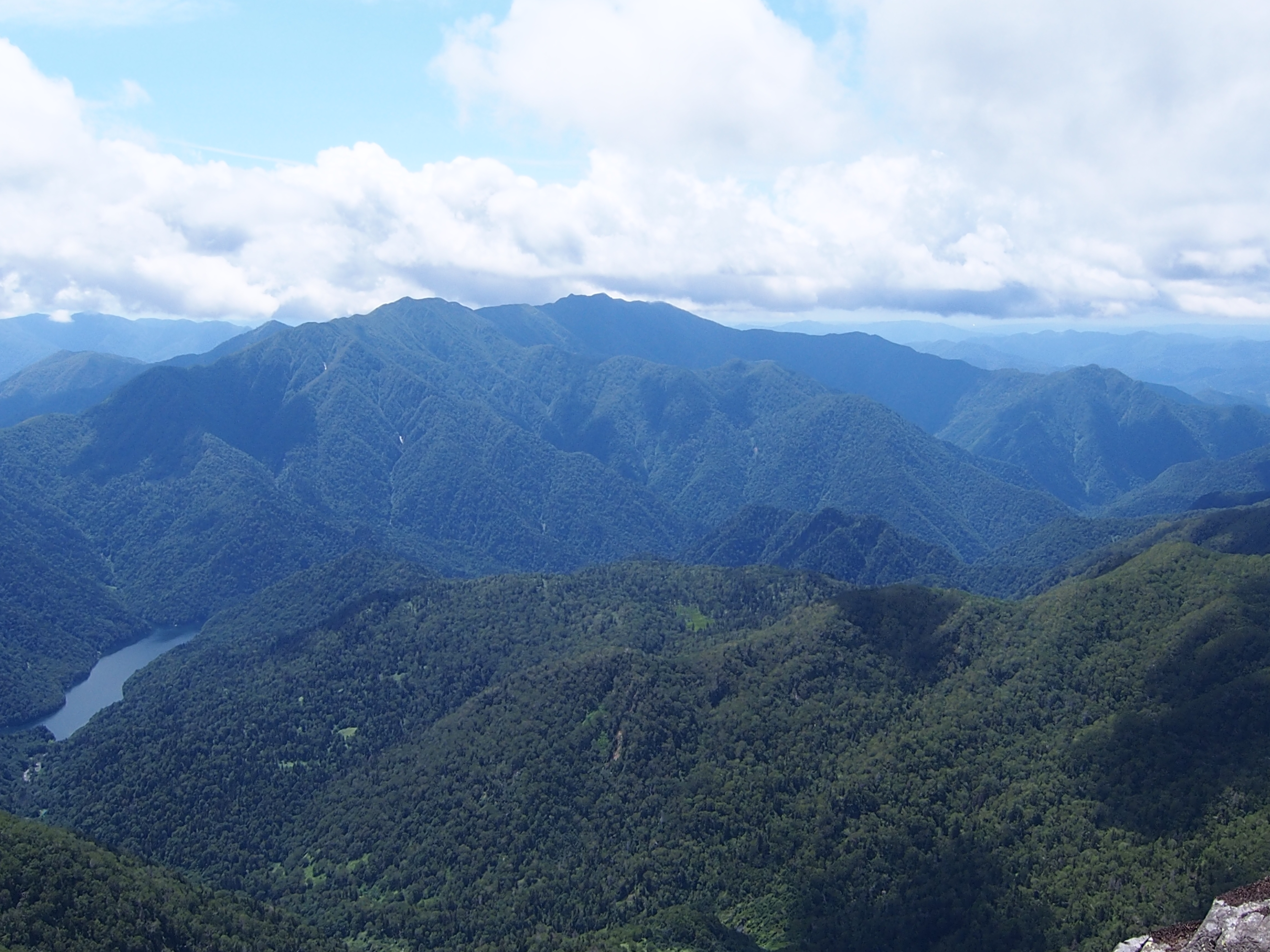
幌尻岳から望む幌尻湖（左端）

奥新冠ダム（おくにいかっぷダム）は、北海道新冠郡新冠町の新冠川本流最上流部に位置するダムである。
高さ61.2メートルのアーチ式コンクリートダムで、北海道初のアーチダムとして建設された。北海道電力が管理を行う発電用ダム（電力会社管理ダム）であり、最大4万4000キロワットの水力発電を目的とする。日高・上川管内をまたぐ広域大規模電源開発事業である日高電源一貫開発計画に基づき建設され、同計画において最も工事が難航したダム事業である。ダムによって形成された人造湖は、日高山脈の最高峰で日本百名山にも選ばれている幌尻岳より名を取って幌尻湖（ぽろしりこ）と命名された。

## 地理
新冠川は日高管内における二級河川としては、静内川と肩を並べる規模の大きい河川である。幌尻岳東面を水源とし、岩清水渓谷などの険阻な峡谷を形成しながら概ね南へ流路を取り、新冠町中心部を貫流して太平洋に注ぐ流路延長77.3キロメートル、流域面積402.1平方キロメートルの河川である。ダムは新冠川の源流部、幌尻岳のふもとに建設された。
ダム名は新冠川ダム群の中枢である新冠ダムよりも奥地に計画されたダムであることから「奥」が付いてこの名前となった。

## 沿革
1951年（昭和26年）、北海道電力は発足すると同時に、大規模な水力発電開発計画の検討を開始した。当時の日本は太平洋戦争中の空襲による電力施設破壊により慢性的な電力不足に陥っており、度重なる停電に悩まされていた。一方で朝鮮戦争による特需景気によりにわかに工場などの電力需要が急増、既設の電力施設では需要を賄うのが難しくなりつつあった。当時の第3次吉田内閣は喫緊の問題であった電力供給に加え治水・灌漑を効率的に開発するため、アメリカのテネシー川流域開発公社 (TVA) 方式による大規模河川総合開発事業を展開。1950年（昭和25年）に国土総合開発法を施行し、只見特定地域総合開発計画など22地域において大規模地域開発計画を進めていた。
北海道においてもそれは例外ではなく、北海道開発庁・北海道開発局の発足と共に北海道総合開発計画がスタート。北海道を日本の生産基地とするための開発計画が立案された。計画を軌道に乗せるためにはインフラである電力の供給が不可欠だが、当時の北海道は雨竜発電所（雨竜川）のほかは小規模または王子製紙など民間所有の水力発電所しかなく、本州に比べ電源開発は遅れていた。加えて苫小牧市や室蘭市など胆振支庁沿岸部の工業地帯では生産が増加、連動して電力需要も増大していた。このため只見川などで行われている大規模電力開発計画を北海道でも行う必要性が高まった。北海道電力は十勝川水系の電力開発計画・十勝糠平系電源一貫開発計画に着手していたが資金面の問題で事業を電源開発へ移管させており、十勝糠平に代わる新たな事業を発案しなければならなかった。そこで着目されたのが日高山脈を水源とする新冠川・静内川・沙流川・鵡川であり、この四水系を利用した大規模電力開発計画が日高電源一貫開発計画として1952年（昭和27年）より調査が開始された。
この計画では前記四水系に大小11箇所の水力発電所とダムを建設し、河水を合理的かつ有効に利用するためダム・発電所間をトンネルで連携して水の融通を行うことで発電能力を増強させ、合計67万キロワットの電力を新たに生み出すという壮大な計画であった。1956年（昭和31年）の岩知志ダムと岩知志発電所（沙流川）より計画が着手され、以降鵡川、新冠川、静内川の順で開発を進める方向となった。新冠川については沙流川水系より導水した水も利用した発電を行い、さらに静内川水系へと導水する役目を担うこととなり、沙流川水系からの導水拠点として新冠川最上流部の発電所を建設し、新冠川本流の水も利用することで中規模の水力発電を行う計画を立てた。
この計画によって新冠川最上流部に計画されたのが奥新冠ダムと奥新冠発電所であり、1958年（昭和33年）より調査が開始され1960年（昭和35年）7月から本格的な工事に着手した。奥新冠ダムは北海道電力として、また北海道に建設されたダムとしては初となるアーチ式コンクリートダムである。アーチダムはコンクリートの量を節減できるが、水圧を両側岩盤に伝えて安定性を保つため、堅固な岩盤が存在しないと建設できない。奥新冠ダムの場合はダム建設予定地（ダムサイト）が狭い上に両側岩盤が堅固であったために初の導入となった。北海道ではこの後1972年（昭和47年）、北海道開発局によって札幌市の豊平川に豊平峡ダムが建設されているが、これ以降現在に至るまで北海道にはアーチダムが建設されていない。

## 工事
奥新冠ダムおよび発電所は日高電源一貫開発計画の中で最も工事が難航し、本計画の中で最も多くの労働災害による殉職者を出している。

### 過酷な現地調査
ダムと発電所の位置は日高山脈でも幌尻岳に近い最奥の地である。北海道電力が計画の前線基地としていた静内郡静内町（現日高郡新ひだか町）より約80キロメートル離れており、現在でも新冠町中心部から車で約2時間30分もかかる奥地であるが、当時はダムサイトに向かう道路がなく、まずは全長66キロメートルにおよぶ工事用道路の建設から始めなければならなかった。しかし新冠川上流部は両岸に断崖絶壁が迫る険阻な峡谷で、黒部峡谷における日電歩道のようなものすら存在しなかった。ダムを建設する際にはまずダム地点の測量や地形・地質調査を行うが、これら測量資材を運搬するための道路がなく、静内・新冠地域のポーターである「ダンコ」を利用、または社員自らがダンコとして資材や食糧、ドラム缶風呂など日用品を背負い、現地の長老を案内に立てながら険しい山岳地帯を踏破し、急流を徒歩で渡渉した。
こうした徒歩による過酷な調査に約1年間を費やし、工事用道路のルートが決定して道路工事が開始された。だが詳細な設計図はなく、国土地理院作成の5万分の1地図を頼りに手探りでの工事となり、ブルドーザー1台と作業員数名が削岩機を使って掘り進める作業となった。しかもダム地点に近づくに連れて断崖絶壁の度合いは増し、場所によっては高さ70メートルの垂直な絶壁が行く手を阻んだ。1959年（昭和34年）11月より厳寒期を含めた1年2か月間の突貫工事によって、トラック1台がようやく通れる工事用道路が完成した。この間2名の殉職者を出したが、全体の工程からすればまだ序盤であった。

### 自然災害の猛威
ダム本体および発電所の工事は1961年（昭和36年）より開始された。新冠川本流のほか導水元である沙流川水系の3河川から水を運ぶ導水トンネルも建設しなければならないため、工事現場は広範囲に及んだ。いずれも厳寒期には氷点下20度以下に達する極寒の地であり、現地には作業員宿舎があっても木造のバラックに近い宿舎で不便な生活の中工事は進められた。厳しい環境の中、ソフトボールや麻雀、冬季はスケートリンクを造るなどレクリエーションで英気を養いながら作業員は難工事に当たっていた。しかし本工事開始後最も悩まされたのが自然災害であり、夏季の集中豪雨による洪水や冬季から春季にかけての雪崩、さらに落石や転落事故などが度重なり、労働災害による殉職者は増えていった。
特に凄惨だったのが1961年4月5日に発生した雪崩事故である。事故は奥新冠発電所に沙流川水系からの水を導水する全長24キロメートルの長大なトンネルの最後の中継地点、発電所下流で新冠川に合流する支流・プイラルベツ川の取水設備工事現場付近で起こった。日高山脈は豪雪地帯であり積雪も数メートルにおよぶことが一般的であるが、この年は春先に温暖な日が続き、雪崩の危険が高い状態であった。そこに4月3日より大雨が降って積雪は一層緩んだ状態となり、工区を担当する大成建設と佐藤工業は厳重な警戒に当たっていた。しかし4月5日午前5時45分ごろ、広範囲にわたり表層雪崩が発生し、作業員宿舎は一瞬にして倒壊。新冠町の消防団や鹿島建設などダム工事に従事する他の建設会社作業員などが救助に当たったが、大成建設と佐藤工業の作業員34名が死亡し、11名が重軽傷を負った（文献によっては22名死亡とするものもある）。雪崩発生時は早朝で作業員たちは就寝中だったため、避難する間もなく雪崩の下敷きになったことが被害が大きくなった一因であった。北海道警察や浦河労働基準監督署などの合同現場検証が行われたが、「事前予知が到底困難な自然災害」との結論に至った。工事用道路も雪崩に埋まり復旧に1か月を費やしたほか、雪崩事故を目の当たりにした労務者が集団で離散し、工事の完全再開には2か月を要した。
奥新冠ダム・発電所工事では1959年から1963年（昭和38年）までの4年にわたる工事期間内に10回の自然災害が襲い、その復旧に全工事期間の16 - 25パーセントを費やした。災害復旧の合間に本工事を進めるような状態であったと当時従事した北海道電力の社員は語っている。自然災害のほかにも雨による崩落で通信線や電話線などが寸断され、電話の不通や停電にも悩まされた。ダムと発電所は1963年8月に完成し、運転を開始したが、この難工事により24名が労働災害で、34名が雪崩災害で殉職し、総勢58名が犠牲になった。現在発電所傍に慰霊碑が建立されているほか、雪崩事故の現場付近には事故で犠牲者を出した大成建設の現場責任者が自費で建立した慰霊碑がある。

## 奥新冠発電所

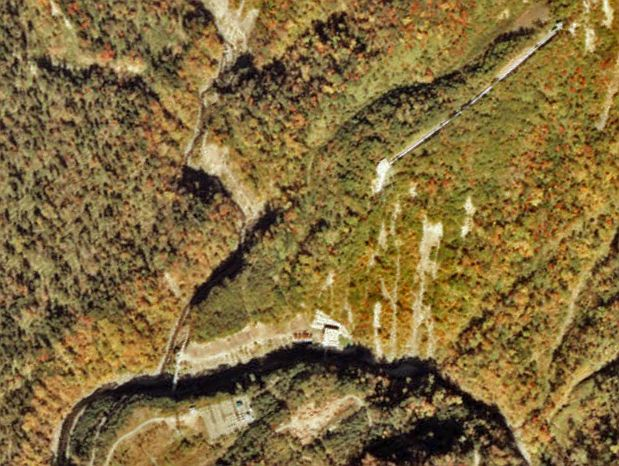
奥新冠発電所。（1978年度撮影）

発電所である奥新冠発電所は出力4万4000キロワットのダム水路式発電所である。発電所に送られる水は奥新冠ダムからの水のほか沙流川水系の河川からも取水される。すなわち日高町を流れる沙流川の支流・パンケヌーシ川と千呂露川、および現在平取ダムが建設されている沙流郡平取町の額平川にそれぞれ取水堰を設けて取水、トンネルで新冠川支流のプイラルベツ川で再度取水した後奥新冠ダムから導水された水と合流し、発電所に送られて発電される。沙流川水系を連結するトンネルの総延長は24キロメートル以上に及ぶ。

## 周辺

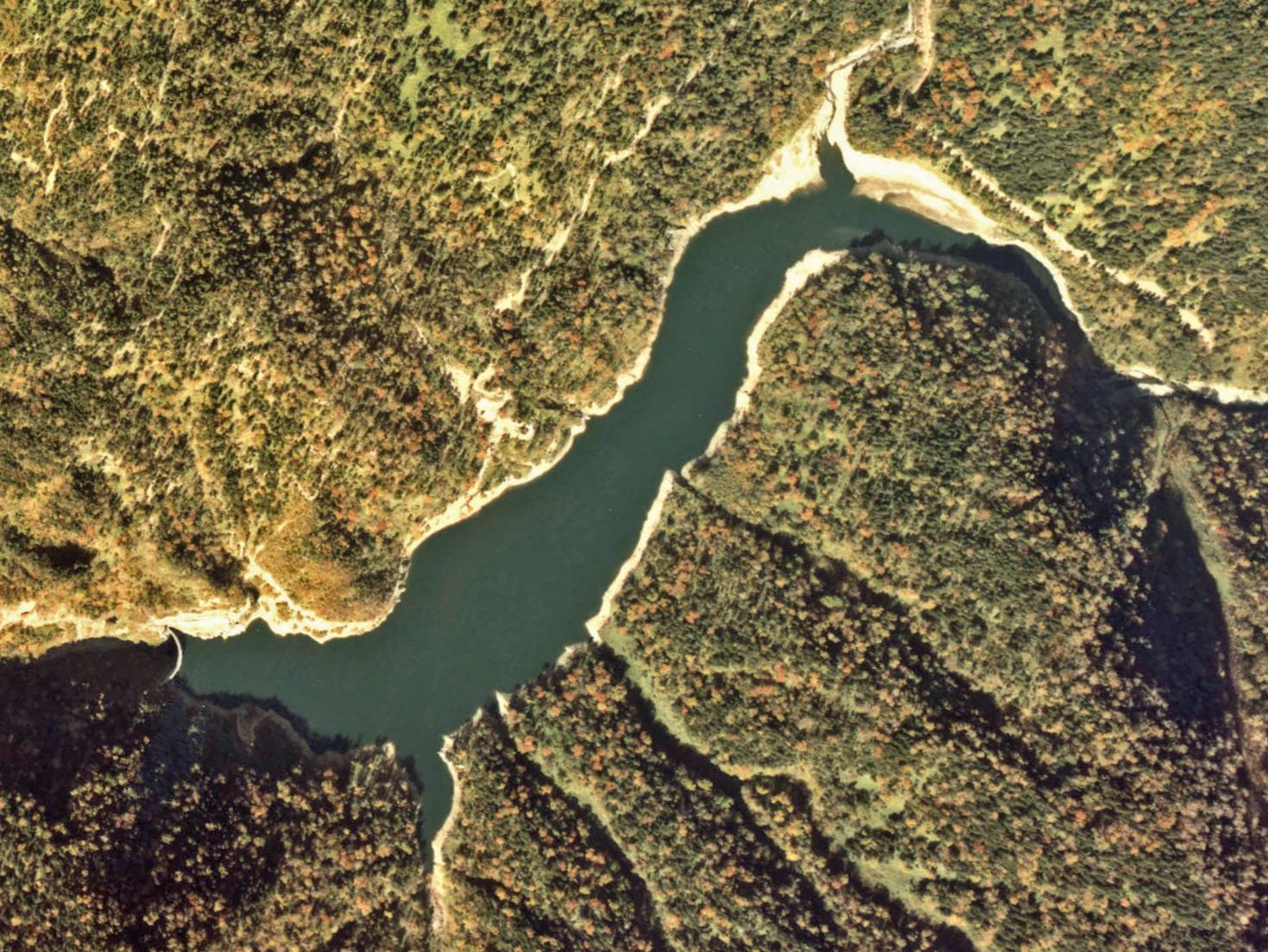
幌尻湖。（1978年度撮影）

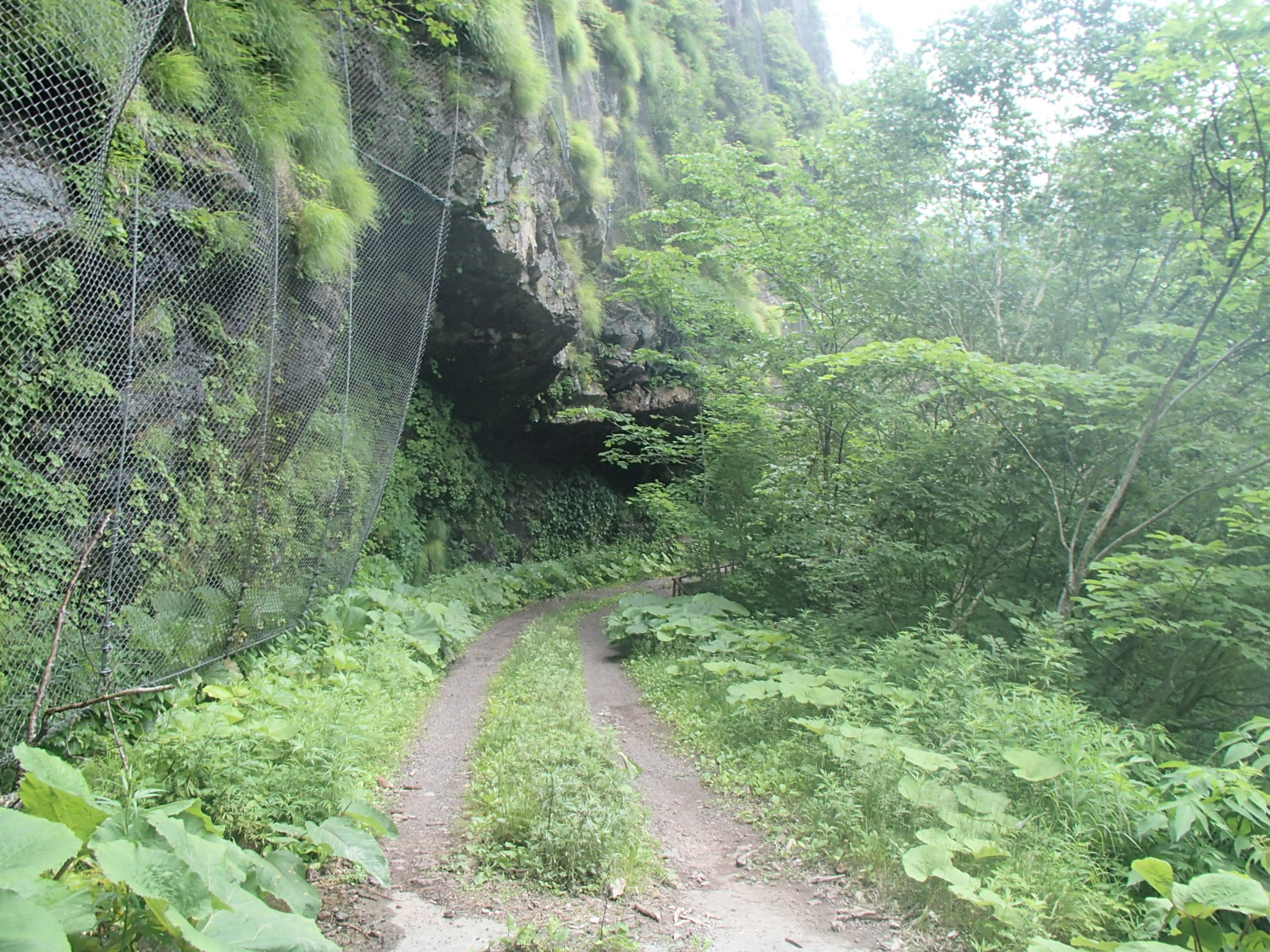
管理道路

ダム湖は幌尻岳より名を取って「幌尻湖」と命名された。幌尻岳山頂からは遠く幌尻湖を望むことができる。周辺は原生林に覆われ、北海道電力職員が管理のための巡回に来るほかは人影はない。ダム・発電所は遠隔操作による管理が行われ、通常は無人である。
ダムへの最寄駅はJR日高本線新冠駅であるが、ダムまでの公共交通機関はない。車の場合は新冠市街から北海道道209号滑若新冠停車場線を経由して北海道道71号平取静内線に入り、新冠川を渡河する直前の交差点より道道を外れ林道を北上する。途中、岩清水ダム・下新冠ダム・新冠ダムを経て、林道起点より38キロメートルでイドンナップ山荘に達する。山荘前のゲートから先は北海道電力管理道路であり、事前に北海道電力の許可を受けていない車両は自転車や二輪車も含めて通行を禁止されている。主に幌尻岳登山者のために徒歩のみ通行が許可されているが、奥新冠ダムまでは約18キロメートル、約5時間の行程である。ヒグマの出没があり、大雨の際には林道全体が通行止めになる場合もある。